# Nathan Redmond
Nathan Daniel Jerome Redmond (Birmingham, 6 maart 1994) is een Engels voetballer die doorgaans als vleugelspeler speelt. Hij verruilde Besiktas in juli 2023 transfervrij voor Burnley. Redmond debuteerde in 2017 in het Engels voetbalelftal.

## Clubcarrière
Redmond werd geboren in Birmingham en werd op achtjarige leeftijd opgenomen in de jeugdopleiding van Birmingham City. Hiervoor debuteerde hij op 26 augustus 2010 in het eerste elftal, tijdens een wedstrijd in het toernooi om de League Cup tegen Rochdale. Hij verving Enric Vallès twaalf minuten voor tijd. Redmond was toen 16 jaar en 173 dagen oud, 34 dagen ouder dan Trevor Francis bij zijn debuut voor Birmingham City. Hij werd zo de op een na jongste debutant voor The Blues. Redmond maakte op 31 december 2011 zijn eerste competitiedoelpunt in het betaald voetbal, tijdens een wedstrijd in de Championship  tegen Blackpool. In totaal speelde hij 64 competitiewedstrijden voor Birmingham City, waarin hij zeven doelpunten scoorde.
Redmond tekende op 5 juli 2013 een vierjarig contract bij Norwich City, dat een bedrag van 2,3 miljoen euro voor hem betaalde. Als speler van Norwich debuteerde hij op 17 augustus 2013 in de Premier League, tegen Everton. Twee weken later maakte hij zijn eerste doelpunt voor de club, tegen Southampton. Hij degradeerde aan het eind van het jaar met Norwich naar de Championship. Redmond scoorde ook op maandag 25 mei 2015, in de finale van de play-offs om promotie/degradatie tegen Middlesbrough (2–0). Mede daardoor keerde zijn club na één seizoen terug in de Premier League.
Redmond degradeerde aan het eind van het seizoen 2015/16 voor de tweede keer in drie jaar tijd met Norwich uit de Premier League. Ditmaal daalde hij zelf niet mee af naar de Championship. In plaats daarvan tekende hij in juni 2016 een contract tot medio 2021 bij Southampton, de nummer zes van het voorgaande seizoen. Dat betaalde circa €13.000.000,- voor hem aan Norwich City. Redmond speelde zes seizoenen met Southampton in de Premier League en speelde daarin 195 wedstrijden. Hij was in zijn eerste jaar een vaste basisspeler onder coach Claude Puel en was dat ook in de eerste twee seizoenen dat Ralph Hasenhüttl hoofdtrainer was (2018-2020). Daarna begon hij ook regelmatig op de bank.
Redmond verruilde Southampton in september 2022 transfervrij voor Besiktas, zijn eerste club buiten Engeland. Hier wisselde hij in 2022/23 basisplaatsen af met invalbeurten. Zijn ploeggenoten en hij werden dat jaar derde in de Süper Lig. Redmond keerde in juli 2023 terug naar Engeland, waar hij een contract tot medio 2025 tekende bij Burnley.

## Clubstatistieken
| Seizoen     | Club            | Competitie     | Competitie | Competitie | Competitie | Beker | Beker | Beker | Internationaal | Internationaal | Internationaal | Totaal | Totaal | Totaal |
| Seizoen     | Club            | Competitie     | Wed.       | Dlp.       | Ass.       | Wed.  | Dlp.  | Ass.  | Wed.           | Dlp.           | Ass.           | Wed.   | Dlp.   | Ass.   |
| ----------- | --------------- | -------------- | ---------- | ---------- | ---------- | ----- | ----- | ----- | -------------- | -------------- | -------------- | ------ | ------ | ------ |
| 2010/11     | Birmingham City | Premier League | 0          | 0          | 0          | 3     | 0     | 1     | —              | —              | —              | 3      | 0      | 1      |
| 2011/12     | Birmingham City | Championship   | 26         | 5          | 2          | 6     | 1     | 0     | 5              | 1              | 1              | 37     | 7      | 3      |
| 2012/13     | Birmingham City | Championship   | 38         | 2          | 6          | 4     | 0     | 1     | —              | —              | —              | 42     | 2      | 7      |
| Club Totaal | Club Totaal     | Club Totaal    | 64         | 7          | 8          | 13    | 1     | 2     | 5              | 1              | 1              | 82     | 9      | 11     |
| 2013/14     | Norwich City    | Premier League | 34         | 1          | 4          | 5     | 0     | 2     | —              | —              | —              | 39     | 1      | 6      |
| 2014/15     | Norwich City    | Championship   | 46         | 6          | 13         | 1     | 0     | 0     | —              | —              | —              | 47     | 6      | 13     |
| 2015/16     | Norwich City    | Premier League | 35         | 6          | 2          | 2     | 0     | 0     | —              | —              | —              | 37     | 6      | 2      |
| Club Totaal | Club Totaal     | Club Totaal    | 115        | 13         | 19         | 8     | 0     | 2     | 0              | 0              | 0              | 123    | 13     | 21     |
| 2016/17     | Southampton     | Premier League | 37         | 7          | 1          | 8     | 1     | 0     | 5              | 0              | 0              | 50     | 8      | 1      |
| 2017/18     | Southampton     | Premier League | 31         | 1          | 3          | 5     | 0     | 1     | —              | —              | —              | 36     | 1      | 4      |
| 2018/19     | Southampton     | Premier League | 38         | 6          | 4          | 5     | 3     | 2     | —              | —              | —              | 43     | 9      | 6      |
| 2019/20     | Southampton     | Premier League | 32         | 4          | 4          | 5     | 1     | 2     | —              | —              | —              | 37     | 5      | 6      |
| 2020/21     | Southampton     | Premier League | 29         | 2          | 3          | 4     | 2     | 1     | —              | —              | —              | 33     | 4      | 4      |
| 2021/22     | Southampton     | Premier League | 27         | 1          | 5          | 5     | 2     | 1     | —              | —              | —              | 32     | 3      | 6      |
| 2022/23     | Southampton     | Premier League | 1          | 0          | 0          | 0     | 0     | 0     | —              | —              | —              | 1      | 0      | 0      |
| Club Totaal | Club Totaal     | Club Totaal    | 195        | 21         | 20         | 32    | 9     | 7     | 5              | 0              | 0              | 232    | 30     | 27     |
| 2022/23     | Besiktas        | Süper Lig      | 25         | 5          | 5          | 3     | 1     | 1     | —              | —              | —              | 28     | 6      | 6      |
| Club Totaal | Club Totaal     | Club Totaal    | 25         | 5          | 5          | 3     | 1     | 1     | 0              | 0              | 0              | 28     | 6      | 6      |
| 2023/24     | Burnley         | Premier League | 12         | 0          | 0          | 3     | 0     | 0     | —              | —              | —              | 15     | 0      | 0      |
| 2024/25     | Burnley         | Championship   | 1          | 0          | 0          | 1     | 0     | 0     | —              | —              | —              | 2      | 0      | 0      |
| Club Totaal | Club Totaal     | Club Totaal    | 13         | 0          | 0          | 4     | 0     | 0     | 0              | 0              | 0              | 17     | 0      | 0      |
| TOTAAL      | TOTAAL          | TOTAAL         | 412        | 46         | 52         | 60    | 11    | 12    | 10             | 1              | 1              | 482    | 58     | 65     |

## Interlandcarrière
Redmond kwam zevenmaal uit voor Engeland –16, waarvoor hij één doelpunt maakte. Hij scoorde twee keer in 17 wedstrijden voor Engeland –17. Hiermee haalde hij de halve finale van het EK –17 van 2011 en de kwartfinale van het WK –17 van 2011. Redmond nam met Engeland –19 deel aan het EK –19 van 2012. Hij maakte het winnende doelpunt in de derde groepswedstrijd tegen Servië. Dankzij dat doelpunt kwalificeerde Engeland zich voor de halve finale van dat toernooi. Daarin verloor het met 2–1 van Griekenland. Redmond debuteerde in 2013 in Engeland –21. Hiervoor speelde hij in vijf jaar 38 wedstrijden, op dat moment het op twee na hoogste aantal ooit. Hij speelde met Engeland –21 op zowel het EK –21 van 2013, het EK –21 van 2015 als het EK –21 van 2017. Redmond debuteerde op 22 maart 2017 in het Engels voetbalelftal. Bondscoach Gareth Southgate liet hem toen in de 66e minuut invallen voor Adam Lallana tijdens een met 1–0 verloren oefeninterland tegen Duitsland.
1 Trafford ·
3 Sambo ·
5 Estève ·
6 Egan-Riley ·
7 Sarmiento ·
8 Brownhill  ·
9 Rodriguez ·
10 Manuel ·
11 Anthony ·
12 Humphreys ·
14 Roberts ·
15 Redmond ·
16 Egan ·
17 Foster ·
18 Ekdal ·
19 Flemming ·
20 Green ·
21 Ramsey ·
23 Pires ·
24 Cullen ·
28 Hannibal ·
29 Laurent ·
30 Koleosho ·
31 Trésor ·
32 Hladky ·
37 Houtondji ·
42 Massengo ·
44 Delcroix ·
Coach: Parker
· Assistent-coach: Jackson
· Assistent-coach: Jensen